# Cervoglenea lata
Cervoglenea lata là một loài bọ cánh cứng trong họ Cerambycidae.